# Марлена Ковалік
Марлена Ковалік (пол. Marlene Kowalik / нім. Marlene Kowalik; нар. 9 червня 1984, Гомберг, Німеччина) — польська та німецька футболістка, півзахисниця. Виступала за національну збірну Польщі.

## Клубна кар'єра
Футболом розпочала займатися в команді рідного міста, «Гомберг». На молодіжному рівні захищала кольори «Ренгсгаузена», «Гільзи» (Єльсберг) та «ФКР 2001 Дуйсбурга». Дорослу футбольну кар'єру розпочала 2003 року в останньому з вище вказаних клубів. З 2006 по 2011 рік виступала за «Ессен-Шоєнбек». По завершенні контракту з німецьким клубом перебралася до представника польського чемпіонату, «Погонь» (Щецин). Влітку 2012 року повернулася до Німеччини й відтоді грає за «Клоппенбург».

## Кар'єра в збірній
У 2010 році Ковалік зі збірною Бундесверу взяла участь у кубку світу з футболу серед військовослужбовців у Франції.
З 2009 року виступала за національну збірну Польщі, у футболці якої відіграла всі матчі полячок у кваліфікації до чемпіонату світу 2011 року. Також брала участь у матчах кваліфікації чемпіонату Європи 2013 року.